# Pininfarina Battista
Pininfarina Battista là một chiếc ô tô điện hiệu suất cao được sản xuất bởi Automobili Pininfarina GmbH có trụ sở tại München, Đức, có nguồn gốc từ công ty thiết kế ô tô và nhà sản xuất ô tô Pininfarina của Ý.